# Australomisidia
Australomisidia es un género de arañas de la familia Thomisidae.

## Especies
- Australomisidia cruentata (L. Koch, 1874)
- Australomisidia elegans (L. Koch, 1876)
- Australomisidia ergandros (Evans, 1995)
- Australomisidia inornata (L. Koch, 1876)
- Australomisidia kangarooblaszaki (Szymkowiak, 2008)
- Australomisidia pilula (L. Koch, 1867)
- Australomisidia rosea (L. Koch, 1875)
- Australomisidia socialis (Main, 1988)